# Epidemia de viruela en Tenochtitlán

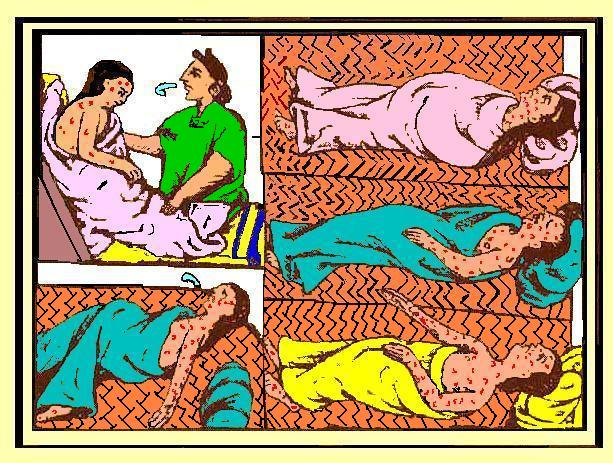
Epidemia de viruela en el Códice Florentino.

La Epidemia de viruela en Tenochtitlán fue una epidemia causada por un brote de viruela. Durante la Conquista de México, junto a los españoles viajaron numerosos virus y bacterias que propiciaron enfermedades a las que los nativos no habían estado expuestos y por consiguiente no podían resistir. Debido al aislamiento de América durante más de cinco milenios las enfermedades provenientes de ganado euroasiático no habían llegado antes. Esto explica el brusco descenso de la población americana en los primeros años de la dominación española.
En contra de lo que se piensa, este no fue un factor tan determinante para la victoria española contra Tenochtitlan, ya que el bando vencedor aliado a Cortés y compuesto por más de 100.000 guerreros de diferentes naciones, estuvieron aún más expuestos al virus por su contacto más cercano con los europeos. No obstante, tanto la viruela como otras enfermedades desconocidas en América sí fueron determinantes en el descenso demográfico experimentado en el continente tras el contacto con los nuevos patógenos. Muchos aztecas sucumbieron a la viruela llegada con los europeos, como el tlatoani Cuitláhuac, vencedor de Hernán Cortés.
La enfermedad causó severos estragos en toda Tenochtitlan, pues hubo lugares donde fue tan grande la mortalidad que los pobladores no podían enterrar a sus muertos.